# William Salamanca
William René Salamanca Ramírez (Úmbita, 14 de agosto de 1964) es un general de la Policía Nacional de Colombia. Desde el 9 de mayo de 2023 hasta es el 10 de febrero de 2025, fue director general de dicha institución, fue nombrado por el presidente Gustavo Petro tras haberlo reintegrado al servicio activo ya que Salamanca se había visto en la necesidad de retirarse de la institución por línea de mando en el 2020 tras el ascenso del general Vargas.

## Estudios
William Salamanca es administrador de empresas y administrador policial, con especializaciones en Relaciones Internacionales y Seguridad Integral. Obtuvo una maestría en Gobierno y Políticas Públicas de la Universidad Externado de Colombia y de la Universidad de Columbia en la Ciudad de Nueva York.

## Trayectoria
Comenzó su carrera en la Policía Nacional en 1983 y se formó en varias áreas, incluyendo operaciones especiales, contrainteligencia y administración policial.
Es conocido por su trabajo en la lucha contra el narcotráfico y el crimen organizado en Colombia. Durante su carrera, ocupó varios cargos importantes en la Policía Nacional, incluyendo el de Comandante de la Policía Metropolitana de Bogotá.
En 2020, Salamanca se desempeñaba como Inspector General de la policía nacional, en dicho cargo fue testigo en contra del general Óscar Atehortúa, comandante de policía durante el gobierno de Iván Duque, por una investigación de corrupción. En dicho proceso dijo temer por la seguridad de su familia.
Tras el retiro de Atheortua debido al escándalo, Duque nombró al general Jorge Luis Vargas, por lo que Salamanca tuvo que retirarse, por línea de mando, después de 34 años de servicio. Tras su retiro, se desempeñó como consultor en temas de seguridad, siendo reconocido por su experiencia en la gestión de crisis, la planificación de operaciones y la capacitación de fuerzas de seguridad.
En 2022 el recién electo presidente Petro nombró a Salamanca para encabezar el empalme de seguridad con el gobierno anterior. Tras finalizar dicha tarea Salamanca fue nombrado cónsul general en la ciudad de Miami. En abril de 2023, tras la salida del general Henry Sanabria, Petro anunció que reintegraría al servicio a Salamanca para que fungiera como director de la institución. Salamanca juramentó su cargo el 9 de mayo de 2023.
En marzo de 2025 el General William René Salamanca Ramírez salió del cargo de Director de la Policía Nacional por decisión del presidente Gustavo Petro.